# Административное деление Донецкой области на 1 января 1934 года

## Донецкая область. 1 января 1934 года
Делилась на районы и города, подчинённые области
- общее число районов — 26
- общее число городов, подчинённых области — 13
- вновь образованы:

1. Александровский район (17 февраля 1933 года) из Краматорского горсовета
2. Амвросиевский район (17 февраля 1933 года) из части Макеевского горсовета
3. Марьинский район (17 февраля 1933 года) из части Сталинского горсовета
4. Старо-Бешевский район (17 февраля 1933 года) из части Макеевского и Сталинского горсоветов
5. Чистяковский горсовет (4 января 1933 года) из Чистяковского района

- центр области — г. Сталино
- список районов:

1. Александровский (с. Александровка)
2. Амвросиевский (с. Донецко-Амвросиевка)
3. Беловодский (с. Беловодск)
4. Белолуцкий (с. Белолуцк)
5. Больше-Янисольский (с. Большой Янисоль)
6. Верхне-Тепловский русский (с. Верхняя Тепловка)
7. Володарский (с. Володарское)
8. Волновахский (пос. Волноваха)
9. Гришинский (пгт. Гришино)
10. Лиманский (пгт. Красный Лиман)
11. Лисичанский (пос. Лисичанск)
12. Марковский (с. Марковка)
13. Марьинский (пгт. Марьинка)
14. Меловский (с. Меловое)
15. Ново-Айдарский (с. Новый Айдар)
16. Ново-Псковский (с. Новопсков)
17. Покровский (с. Покровское)
18. Ровенковский (пгт. Ровеньки)
19. Рубежанский (пос. Рубежное)
20. Сватовский (пгт. Сватово)
21. Славянский (г. Славянск)
22. Сорокинский (пос. Сорокино)
23. Старобельский (г. Старобельск)
24. Старо-Бешевский (с. Старо-Бешево)
25. Старо-Каранский (с. Старая Карань)
26. Старо-Керменчикский (с. Старый Керменчик)

- список горсоветов:

1. Артёмовский
2. Ворошиловский
3. Горловский
4. Кадиевский
5. Константиновский
6. Краматорский
7. Краснолучский
8. Луганский
9. Макеевский
10. Мариупольский
11. Рыковский
12. Сталинский
13. Чистяковский